# 肯尼思·拉什
大卫·肯尼思·拉什（英語：David Kenneth Rush；1910年1月17日—1994年12月11日）是美国的一名大使，曾在1971年促成终结柏林战后危机的柏林四强协定的谈判。

## 早年生活
肯尼思·拉什出生于华盛顿州沃拉沃拉，他的双亲来自田纳西州的老式家庭，曾到美国的西部旅行过一年。拉什的父亲是格林维尔的农民，在拉什两岁时就去世了；拉什的母亲则是一名教师。从格林维尔的小学毕业后，拉什一边当餐厅服务员，一边在田纳西大学进修。他主修历史课程，曾被选入Phi Beta Kappa学会。1932年，拉什入学耶鲁法学院，并担任起了法学杂志的编辑。最终，他获得了耶鲁大学的法学士学位。

## 职业生涯

### 早期生涯
1936年至1937年间，拉什在杜克大学担当助理教授，教授法律。在这里，他遇见了一名将在未来成为总统的学生——理查德·尼克松，两人的持久友谊正是在这时开始。1937年，拉什接收邀请，入职美国联合碳化物公司，两年后，他就成为了公司的副总裁，后来又在1966年被任命为总裁。

### 政治生涯
1969年，拉什辞去所有的私人职位，成为美国驻西德大使。随后，他参与了一场长达17个月的谈判，最终促成了美英苏法四国之间的柏林四强协定。这项协定结束了东西方二十多年来，因分裂的柏林产生的紧张关系；它改善了华盛顿和莫斯科之间的关系，重申了西方盟国在柏林的权利，并为东西德和平关系的发展铺平了道路。
1972年，尼克松总统任命拉什为梅尔文·莱尔德部长领导下的美国国防部副部长。尼克松后来又任命拉什为副国务卿，任期从1973年2月至1974年5月。这段时间中，拉什还曾接替威廉·P·罗杰斯，从1973年9月3日至22日短暂地担任了临时国务卿，直到亨利·基辛格上任。1974年，拉什担任起了美国驻法国大使，直到他于1977年3月15日退休。

## 逝世
1994年12月11日，拉什逝世于佛罗里达州德尔雷比奇的家中，享年84岁。据他的一个儿子说，他当时正在治疗心脏病和血液病。

## 个人生活
1947年，拉什与简·吉尔伯特·史密斯结婚。夫妻共育有五子一女，其中有两子早年夭折。